# Псалом 109

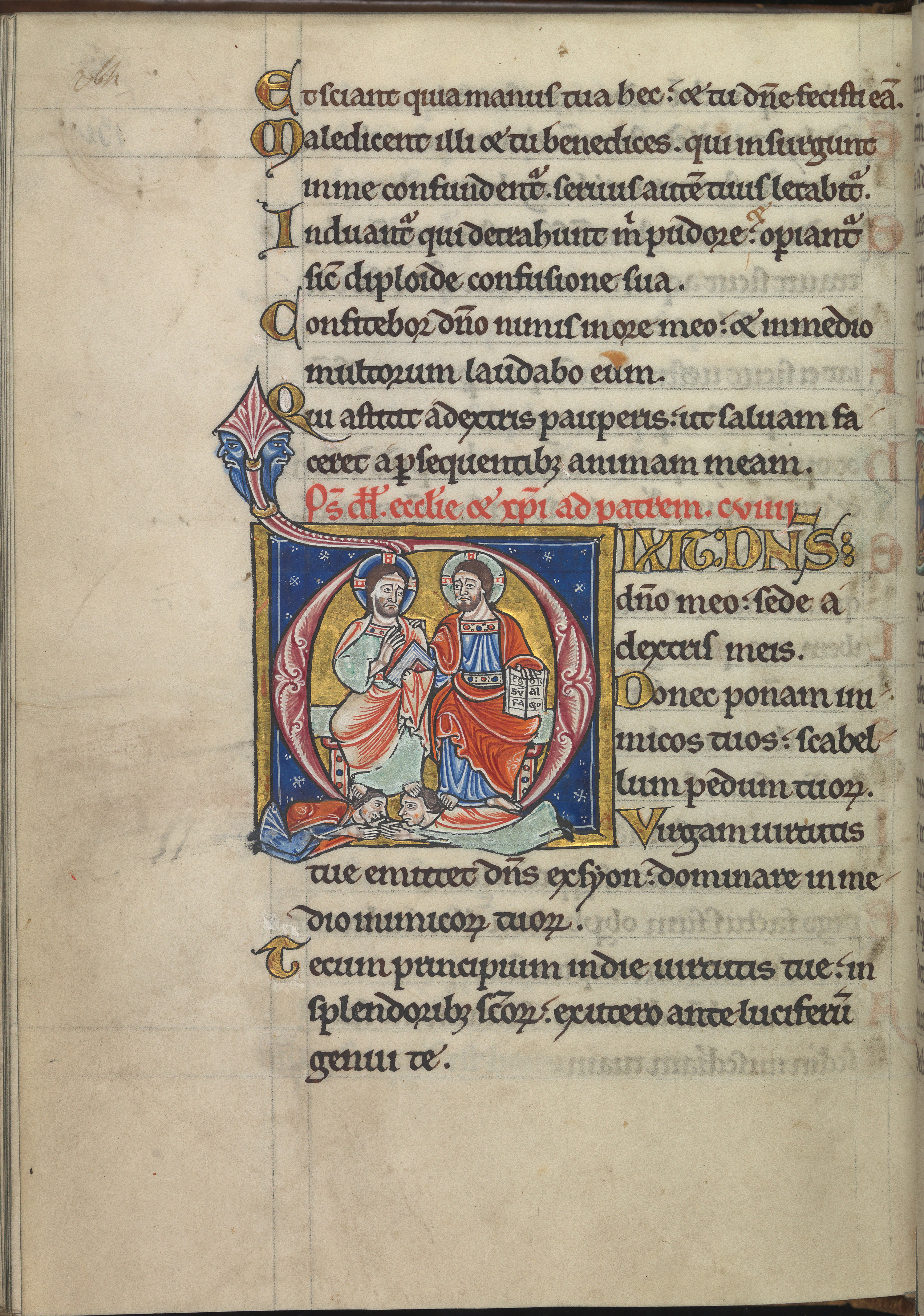
109-й псалом на листе из Псалтири Алиеоноры Аквитанской

Сто девя́тый псало́м — 109-й псалом из книги Псалтирь. В масоретском тексте, а также в западных переводах Псалтири имеет номер 110. Известен по латинскому инципиту Dixit Dominus (по Вульгате), в церковнославянском переводе — «Рече Господь» (по Елизаветинской Библии).
В Западной Европе от Средних веков вплоть до XVIII века 109-й псалом — один из самых популярных текстов для григорианских хоралов и композиторской духовной музыки. Относят к «царским» псалмам (в центре которых — фигура царя). Консервативные христиане относят 109-й псалом к пророческим «мессианским» псалмам, неприменимым к кому-либо другому, кроме Иисуса Христа. Отрывки этого псалма часто процитированы в Новом Завете, в том числе в прямой речи Иисуса Христа применительно к Самому Себе.

## Подзаголовок

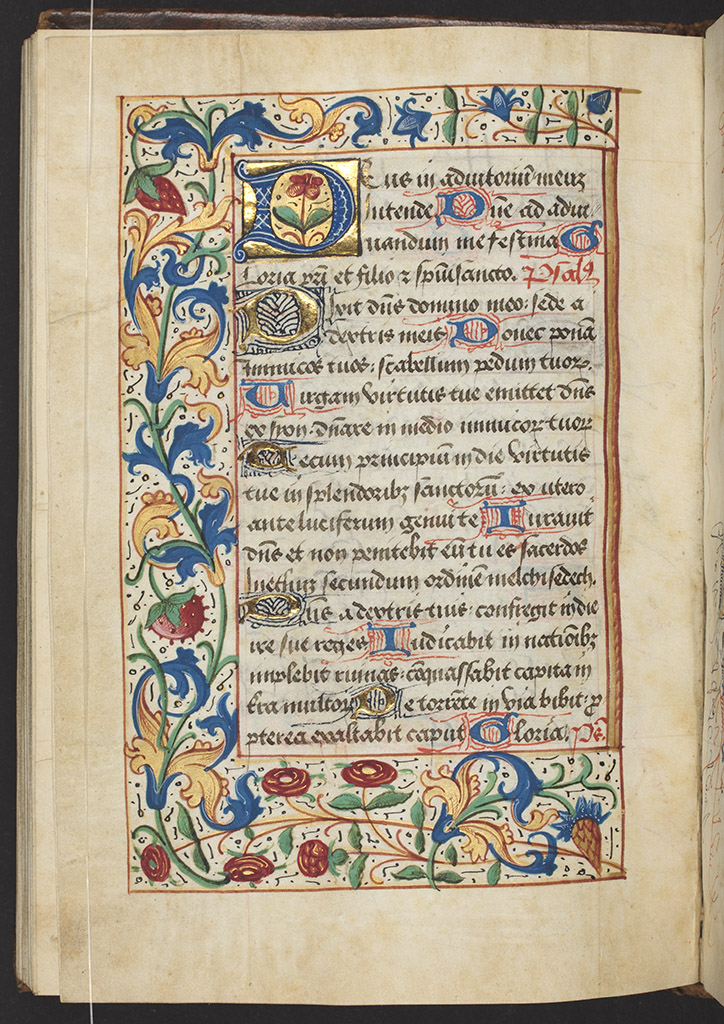
Начало псалма Dixit Dominus в рукописном часослове, датируемом 1511

В Синодальном переводе псалму предпослан подзаголовок «псалом Давида» (так же во всех современных критических переводах, следующих масоретскому тексту). В Септуагинте — «псалом Давиду» (Ψαλμὸς τῷ Δαυΐδ). В Елизаветинской Библии (церковнославянский перевод) подзаголовка нет.

## Толкование
Толкование псалма существенно зависит от точки зрения толкователей.

### Консервативное богословие
Консервативное христианское богословие считает автором Давида (соответственно, время написания — около 1000 года до Р. Х.). Центральная фигура псалма — Мессия, Господь псалмопевца. Он — Царь и одновременно Священник по чину Мелхиседека (то есть не из священства Аарона, поскольку Аарон не принадлежал к царскому роду). Сочетание этих статусов не позволяет отнести пророчество к личности самого Давида или какого-либо другого исторического лица, кроме Христа. При этом предсказание, что Мессия будет одновременно Царём и Священником содержится и в других местах Ветхого Завета, например, Зах. 6:12, 13.
Стихи 1—2. Грядущее возвеличивание. В своём пророчестве Давид передаёт разговор Господа (Яхве) и своего Господа (Адоная) — разговор Бога Отца с Мессией. Яхве предлагает Мессии самое почётное место по правую руку от Себя. Это подразумевает и власть, равную с властью Отца. Образное выражение «положить в подножье ног» означает полное подчинение врагов. «Жезл силы» — скипетр, символизирующий власть.
Иисус Христос цитировал 1-й стих 109-го псалма в Мк. 12:36 (сравните с Мф. 22:44 и Лк. 20:42, 43), подразумевая, что Он, Мессия, пришёл не только как Потомок, но и как Господь Давида. Там же Христос подтверждает, что автор псалма — именно Давид.
Христос использовал устойчивое выражение из 1-го стиха этого псалма «сидеть одесную» во время суда над Ним накануне распятия при ответе на вопрос «Ты ли Христос?» Мк. 14:62, Мф. 26:64 и Лк. 22:69. Тем самым Он обосновывал Свою божественную природу и полноту Своей власти.
Кроме того, 1-й стих также в мессианском значении по отношению ко Христу процитирован в Деян. 2:34, 35 и Евр. 1:13.
Стихи 3—4. Владычество Мессии. Под «днём силы», о котором идет речь в 3-м стихе, можно понимать время, когда сила и власть Мессии будут явлены миру открыто. Вероятно, речь идёт о времени, когда Христос придёт судить мир, наказывать нечестивых и награждать праведных. В это время народ Божий предстанет перед Господом в святости (в значении нравственной чистоты) «народ Твой готов во благолепии святыни». Исходя из общего контекста псалма и особенно первой части 3-го стиха (где речь идёт о событиях вселенского масштаба), наиболее правильно понимать вторую часть 3 стиха как слова Бога Отца Мессии о том, что Он рождён из Божьего существа («из чрева») прежде появления света (денница — «заря», «свет») подобно росе, которая появляется раньше восхода.

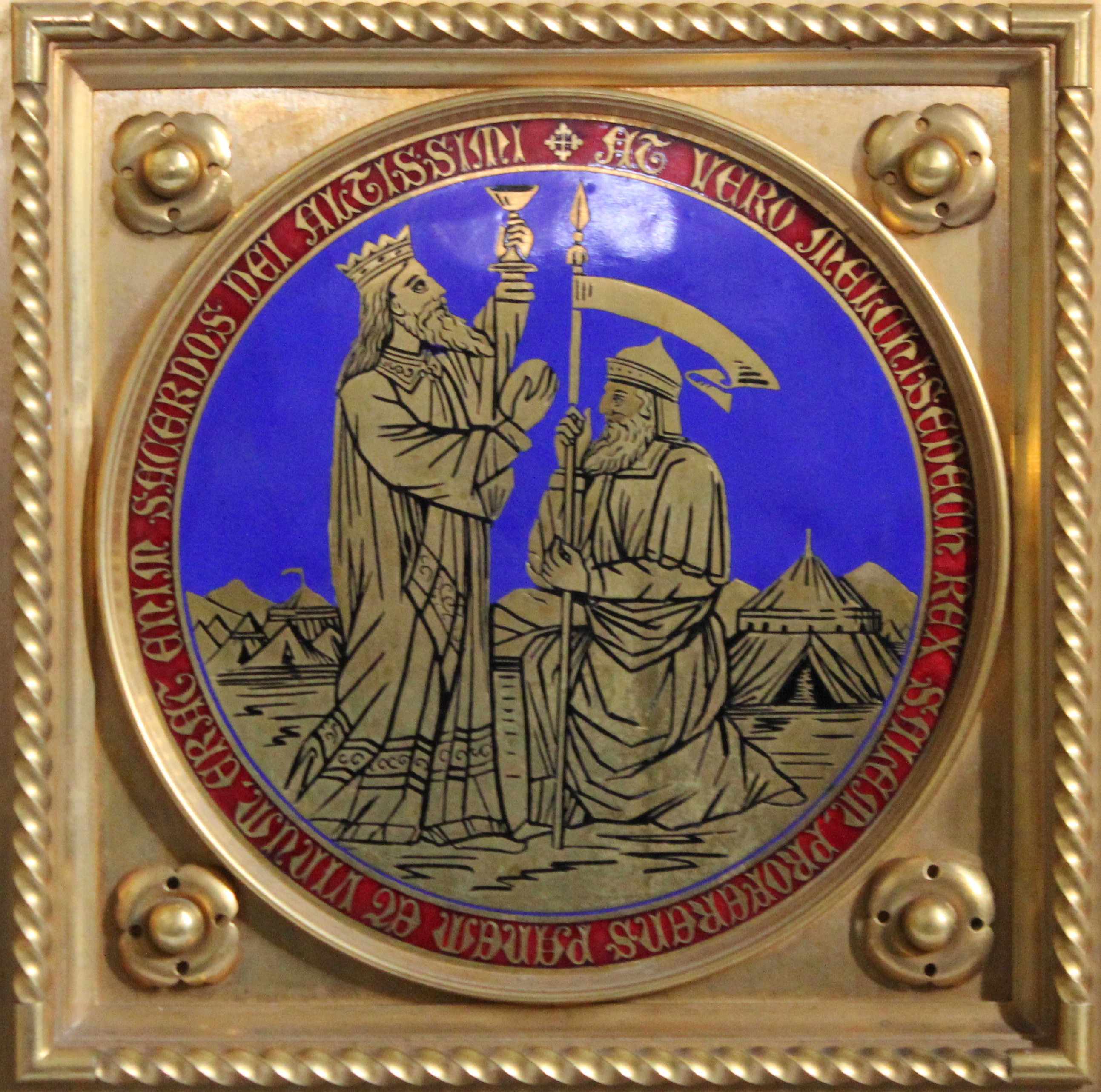
Встреча Мелхиседека и Авраама. Изображение на алтаре церкви доминиканцев во Фризахе, Австрия

Выражение «клялся Господь и не раскается» в 4-м стихе следует понимать как клятву, которая не будет отменена. Суть её в том, что Мессия навечно станет Первосвященником (Священником по чину Мелхиседека) в народе Божьем. Согласно Быт. 14:18 и Евр. 7:1 Мелхиседек был не только Священником Бога Всевышнего, но и царём Салима (древнее название Иерусалима). Автор псалма, Давид, правил в Иерусалиме спустя много веков после Мелхиседека. А Иисусу надлежало стать Царём Небесного Иерусалима — города Божьего народа.
Сочетанию в одном лице достоинства Царя и Священника (имевшем место в древности и возобновлённом в Иисусе Христе) уделено большое внимание в Послании к Евреям. Четырежды автор послания говорит о Мелхиседеке, как прообразе Христа (Евр. 5:6, 6:20, 7:17, 7:21), при этом указывая на превосходство служения Христа. Будучи Священником Иисус совершил жертвоприношение — Себя на кресте (7:27, 28, 10:10). Не являясь священником по чину Аарона, Иисус — вечный Первосвященник (7:21—26, 28) и «Ходатай нового завета» (9:15).
Стихи 5—7. Победа Христа. Заключительная часть псалма посвящена грядущей победе Мессии и будущему суду над народами (сравните с Иоил. 3:2, 11, 12) и царями. Эта тема многократно поднимается в Новом Завете, Христос вернётся на землю, чтобы устроить суд над народами и установить на земле Своё царство.

### Критическая библеистика
Исследователи 109-го псалма в XX и XXI веках сталкиваются со значительным количеством богословских и текстологических проблем. По мнению библеиста Ганса-Иоахима Крауса «ни один псалом не породил столько исследовательских гипотез и дискуссий, сколько 110-й псалом». П.-Г. Ноль, посвятивший музыкальным воплощениям этого (по его словам) «странного, таинственного и загадочного» псалма отдельную главу своей книги, утверждал, что «в нём нет ни одного предложения, которое было бы понятно само по себе». Многие исследователи видят причину трудностей понимания этого псалма в самом масоретском оригинале, «использующем необычные формы и конструкции», настолько «испорченном», что требуется его критическая реконструкция. Такую реконструкцию в 2008 году предложила, например, автор докторской диссертации о 109-м (110-м) псалме Мириам фон Нордхайм.
Многие библеисты датировали псалом временем Израильского царства, но есть и другие точки зрения. По мнению Нордхайм, оригинальный текст был написан неким александрийским евреем в III веке до н. э. Бернский профессор Э. А. Кнауф полагал, что псалом был написан ещё позже, в годы правления царя и первосвященника Иоанна Гиркана, то есть во 2-й половине II века до н. э.
Проблемы начинаются прямо с первого стиха,  «Сказал Господь (יהוה‬ — „Яхве“) господину (אדני‬ — адо́ни) моему: восседай по правую руку Мою, а Я повергну врагов твоих в подножие ног твоих». Согласно критическому толкованию, молитву возносит некое не названное по имени лицо (светское либо духовное) из окружения израильского царя. В такой трактовке первого стиха Бог возвещает Давиду («господину моему») Своё пророчество, в котором царя Израиля как грядущего мессию возводит на трон сам Господь. Дополнительными аргументами в пользу критического толкования псалма как «интронизации» Давида служат упоминаемые в тексте исторические реалии, ящик (scabellum — букв. «скамейка»), наполненный костями поверженных врагов (элемент культа, унаследованный евреями от ассирийцев и египтян), ясно засвидетельствованный в иконографии, и «посох силы» (virga virtutis) как символ царской власти.
Ещё одна серьёзная текстологическая и экзегетическая проблема — третий стих. Филологи-переводчики РБО считают его «самым трудным для понимания местом во всей Псалтири». Различие его трактовок обусловлено неоднозначностью еврейского текста, авторитетный библеист Эрих Ценгер, например, считает третий стих в Масоре «намеренной редакцией» (gezielte Relecture) древнееврейского оригинала. Фраза в Септуагинте ἐκ γαστρὸς πρὸ ἑωσφόρου ἐξεγέννησά σε и соответственно в Вульгате (ex utero ante luciferum genui te) и славянской Библии (букв. «из чрева перед рассветом я породил тебя») толкуется христианами как пророчество об Иисусе Христе. Тот же стих в масоретской редакции и переводах, основанных на Масоре, — лишь как метафора «новорождённого» царя-мессии («чрево утренней зари», «роса юности»). Некоторое представление о значительном различии толкований третьего стиха даёт нижеследующая таблица:
| Синодальный перевод                                                                                          | Перевод П. А. Юнгерова                                                                          | Критический перевод Э. Ценгера                                                                                    | Перевод РБО еврейского текста                                                                           |
| --- | ----------------------------------------------------------------------------------------------- | --- | --- |
| В день силы Твоей народ Твой готов во благолепии святых; из чрева прежде денницы подобно росе рождение Твое. | С Тобою власть в день силы Твоей в блеске святых Твоих. «Из чрева прежде денницы Я родил Тебя». | Народ твой готов в день силы твоей в священном облачении. Из чрева утренней зари подобает тебе роса юности твоей. | Народ твой — в ополченьи в день выхода на битву. На святых горах, как росу, из чрева зари Я родил Тебя. |

Загадочно и то обстоятельство, что в первом стихе Господь велит будущему царю Израилю сесть справа от себя (в латинской версии sede a dextris meis), а в пятом стихе (то есть после интронизации) пересаживается на место справа от израильского царя (Dominus a dextris tuis).
В шестом стихе исследователи отмечают отсутствие дополнения в еврейском оригинале, наполнит [что?] падшими / трупами, в Септуагинте πληρώσει πτώματα, в Вульгате implebit cadavera (в Клементине — implebit ruinas; см. также иллюстрацию к настоящей статье из часослова, датируемого ок. 1511 г.), в славянском переводе (с текста Септуагинты, буквально) — «исполнит падения». Эллипсис в оригинале заметил ещё блаж. Иероним, в версии juxta Hebraeos он заменил «трупы» (cadavera) на «долины» (valles), то есть implebit valles, но и этим не снял проблему, поскольку теперь стало неясно, чем сражающийся царь названные долины наполнит. В Синодальном переводе масоретский текст дополнен обстоятельством «землю» («наполнит землю трупами»), вследствие чего во втором полустихе того же стиха возник повтор того же слова («сокрушит голову в земле обширной»).
Значение последнего стиха (de torrente) — также дискуссионно, поскольку неясно действующее лицо. Некоторые толкователи усматривают в «выпивании из источника» очередной обряд интронизации. Другие в «выпивании из источника» и «вознесении главы» видят акт демонстрации превосходства царя-победителя над побеждённым народом, знак его триумфа. В любом случае нужно признать, что переключение от Бога к человеку происходит совершенно неожиданно, без какой-либо связки (Он будет судить народы… из потока на пути будет пить).

## Структура
Часто псалом делят на 2 части — стихи 1—3 (по нумерации стихов в критическом издании) образуют первую часть, стихи 4—7 образуют вторую часть. Центральная мысль первой части — пророческий обет, данный от первого лица сидящему одесную Господа царю Израиля, в том, что тот победит своих врагов. Вторая часть содержит обещание будущих побед царя, который описывается не только как светский, но также как духовный властелин «по чину Мелхиседека».
В западноевропейской практике чтения (распева) псалма закрепились различные его разбиения на стихи и разбиения каждого стиха на полустихи. Это расхождение создаёт проблемы идентификации стихов, когда исследователи лишь коротко ссылаются на их «номера». Нижеследующая таблица показывает разночтения в структуре и лексике (выделены курсивом) на примере Liber usualis (редакция литургических текстов, использовавшаяся между Тридентским и Вторым Ватиканским соборами), научного «критического» издания Вульгаты (так называемое «Штутгартское издание») и Новой Вульгаты (официальная версия современной католической церкви):
| Liber usualis (1950) | Штутгартское издание (1969) | Новая Вульгата (1979) |
| --- | --- | --- |
| 1 Dixit Dominus Domino meo: Sede a dextris meis. 2 Donec ponam inimicos tuos: scabellum pedum tuorum. 3 Virgam virtutis tuae emittet Dominus ex Sion: dominare in medio inimicorum tuorum. 4 Tecum principium in die virtutis tuae in splendoribus sanctorum: ex utero ante luciferum genui te. 5 Juravit Dominus, et non paenitebit eum: Tu es sacerdos in aeternum secundum ordinem Melchisedech. 6 Dominus a dextris tuis: confregit in die irae suae reges. 7 Judicabit in nationibus, implebit ruinas: conquassabit capita in terra multorum. 8 De torrente in via bibet: propterea exaltabit caput. | 1 Dixit Dominus Domino meo sede a dextris meis // donec ponam inimicos tuos scabillum pedum tuorum 2 virgam virtutis tuae emittet Dominus ex Sion // dominare in medio inimicorum tuorum 3 tecum principium in die virtutis tuae // in splendoribus sanctorum // ex utero ante luciferum genui te 4 iuravit Dominus, et non paenitebit eum // tu es sacerdos in aeternum secundum ordinem Melchisedech 5 Dominus a dextris tuis // confregit in die irae suae reges 6 iudicabit in nationibus implebit cadavera // conquassabit capita in terra multorum 7 de torrente in via bibet // propterea exaltabit caput. | 1 Dixit Dominus Domino meo: «Sede a dextris meis, // donec ponam inimicos tuos scabellum pedum tuorum». 2 Virgam potentiae tuae emittet Dominus ex Sion // dominare in medio inimicorum tuorum. 3 Tecum principatus in die virtutis tuae, in splendoribus sanctis, // ex utero ante luciferum genui te. 4 Iuravit Dominus et non paenitebit eum: // «Tu es sacerdos in aeternum secundum ordinem Melchisedech». 5 Dominus a dextris tuis, // conquassabit in die irae suae reges. 6 Iudicabit in nationibus // cumulantur cadavera, conquassabit capita in terra spatiosa. 7 De torrente in via bibet, // propterea exaltabit caput. |

## Богослужебное использование
Православие
109-й псалом поют в последовании часов в навечерии Рождества Христова в Царские часы на 9-м часе, на утрени в субботу 7-й седмицы после Пасхи, на утрени в среду Страстной седмицы Великого поста, во время Великого поста, на утрени в субботу праведнаго Лазаря, до отдания праздника Богоявления в субботу на утрени, в Благовещение на утрени. Отдельные стихи псалма поют по разным случаям.
Католицизм
По уставу святого Бенедикта, 109-й псалом пели на вечерни в воскресенье.

## В музыке
Отдельные стихи псалма использовали в Средние века в качестве текстовой основы григорианских антифонов и респонсориев. Наиболее известен рождественский градуал второго тона Tecum principium.
Пик композиторского интереса к тексту 109-го псалма приходится на XVII и отчасти XVIII век, что связано с принятым в ту пору пышным оформлением воскресной вечерни. Среди крупных композиторов, которые писали на этот текст: К. Монтеверди (трижды: мотет в составе «Вечерни блаженной Девы» и два мотета из сборника «Selva morale»), А. Вивальди (RV 594, RV 595, RV 807), Я. Д. Зеленка (ZWV 66, ZWV 67, ZWV 68), Г. Ф. Гендель (HWV 232), В. А. Моцарт (KV 193, KV 321, KV 339). Среди других (по алфавиту) Дж. Азола, А. Банкьери, О. Беневоли, Г. И. Ф. фон Бибер, Д. Букстехуде, М. Р. Делаланд, К. Демантиус, Ф. Кавалли, А. Лотти, Ж. Б. Люлли, Н. Порпора, И. Розенмюллер, Дж. Роветта, А. Скарлатти, М. А. Шарпантье (H.226), И. Г. Шмельцер. На текст Пс. 109 в немецком переводе писал музыку Г. Шютц — Der Herr sprach zu meinem Herren в сборнике «Псалмы Давидовы» (SWV 22) и в переложении Беккеровской псалтири (SWV 208).

## Комментарии
1. ↑  Автор диссертации на соискание учёной степени кандидата богословия «История толкования слов „из чрева прежде денницы родих тя“ (Пс. 109:3с)». (Жировичи, 2004) А. В. Васин пришёл к выводу, что 109-й псалом является самым цитируемым текстом Ветхого Завета в Новом Завете[3].